# ارمنی‌های ایتالیا
ارمنی‌های ایتالیا (ارمنی: Հայերն Իտալիայում) شهروندان ایتالیایی می‌باشند که از تبار ارمنی هستند. حدود ۲٬۵۰۰ ارمنی در ایتالیا ساکنند که عمدتاً در میلان، رم و ونیز زندگی می‌کنند. در کنار این جمعیت کلی، ارمنی‌ها در صومعهٔ ارمنی، طریقت مخیتاریست‌ها در جزیرهٔ سن لازار در ونیز و در «کالج مورات رافائل» و در سریر مقدس واتیکان زندگی می‌کنند.

## تاریخ
قدیمی‌ترین اطلاعت در مورد ارمنی‌های ساکن در ایتالیا به سده‌های ششم تا هشتم میلادی باز می‌گردد. بعد از آن هم در سده‌های نهم و دهم میلادی تعداد زیادی از ارمنیان از تراکیه و سرزمین مقدونیه به ایتالیا نقل مکان کردند آن‌ها پاولیکین‌ها بودند.
در سده‌های دوازده و سیزدهم میلادی پادشاهی ارمنی کیلیکیه تجارت فعالی با شهرهای بزرگ ایتالیا نظیر جنوا، ونیز و پیزا داشت. در کیلیکیه تحت فرمان شاه لوون سوم به موجب پیمان‌هایی که ما بین دو طرف امضا می‌شدند تجار ایتالیایی حق تأسیس کارخانه و توسعه فعالیت‌های صنعتی در پادشاهی ارمنی کیلیکیه را داشتند و تجار ارمنی نیز همین حق را در شهرهای ایتالیایی دارا بودند. این پیمان‌ها در فواصل معینی تجدید می‌شدند و به اندازه عمر پادشاهی کیلیکیه دوام داشتند. در سده سیزدهم میلادی تعداد ارمنیان در ایتالیا به علت موج جدیدی از مهاجرت بعد از تاخت و تاز تاتارها و مغول‌ها افزایش یافت.
با آغاز سده‌های پانزدهم و شانزدهم میلادی روند کاتولیک شدن ارمنی‌های ایتالیا که به‌طور روزافزونی با مردم ایتالیا ادغام می‌شدند شدت گرفت با این وجود برخی از سازمان‌ها و تشکیلات ارمنی به وظیفه و عملکرد خود در کمک به حفظ هویت ملی ادامه دادند که در نتیجه آن، اولین کتاب‌ها به زبان ارمنی (صنعت چاپ ارمنی) در ونیز به چاپ رسیدند.
در کنار این اقدامات، در آغاز سده شانزدهم میلادی جماعت ارمنی مخیتاریست‌ها در ونیز در جزیره سن لازارو تشکیل شد. این جماعت تا به امروز نیز با دیر، کتابخانه، نسخه‌های خطی اداره امانات و انتشارات خود به حیات ادامه می‌دهد و به عنوان مرکز فرهنگی در ایتالیا شناخته می‌شود.
کالج معروف «رافائل مورات» که کالجی برای آموزش و پرورش عمومی دانش آموزان ارمنی است که از ارمنستان و از دیگر کشورها آمده‌اند و کالج آرمِنو (کالج اسقفی ارمنی) در رم برای تربیت روحانی برای کلیسای کاتولیک ارمنی نیز وجود دارد.

## جماعت مخیتاریست

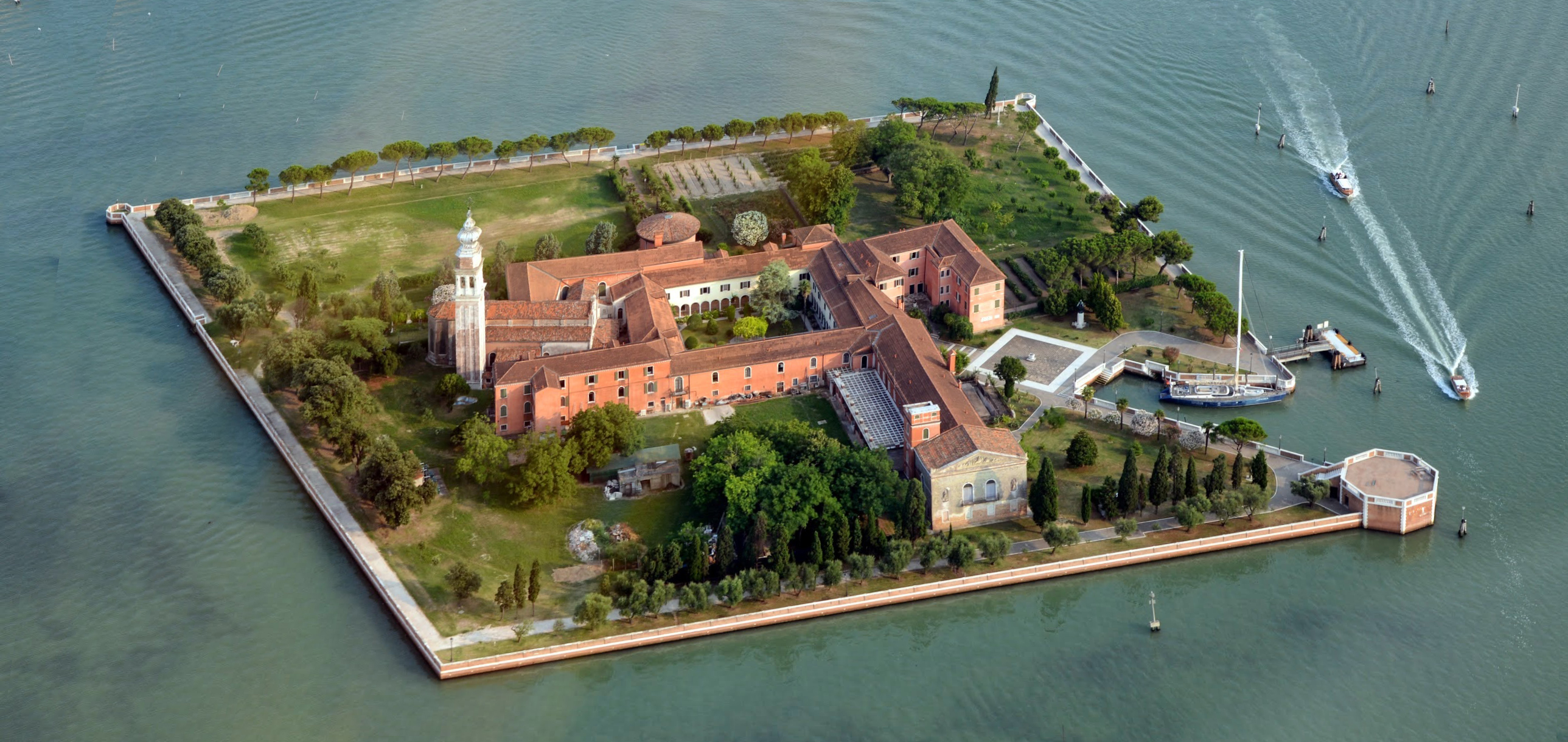
جزیره سن لازارو (غازار مقدس) مقر مخیتاریست‌ها صومعه بنا شده توسط مخیتار سباستاتسی

جماعت مخیتاریست که بر اساس اندیشه بنیان‌گذار آن یعنی مخیتار سباستاتسی که در آن واحد هم مذهبی بود و هم حکیمانه، تجدید حیات فکری و فرهنگی هم میهنانش بود. تند کردن آتش آیین و کیش و تحصیل زبان قدیم ارمنی، چاپ و نشر آثار مهم این زبان به صورتی صحیح و به قیمت ارزان، غنی کردن زبان ارمنی با ترجمه‌هایی از بهترین آثار ادبی مغرب زمین، راه انداختن تعلیماتی بر پایه بهترین اسلوب‌های اروپایی و متناسب با نیازمندی‌ها و با نبوغ و استعداد ملت، و بالاخره فراخواندن ملت از طریق موعظه.
مخیتاریست‌ها با آثار علمی بسیار ارزنده خود در این امر دخیل بودند که ملت ارمنی و تاریخ و ادبیات و زبان او را به اروپا بشناسانند. از طرفی تماس بین ملت ارمنی و تمدن غرب را بر قرار کرده‌اند.

## کالج آرمنو
پاپ گریگوری سیزدهم در سال ۱۵۸۴ میلادی حکم به بنای یک کالجی برای ارمنی‌های ایتالیا به نام (Romana Ecclesia به معنای کلیسای رم) را داد؛ اما ساخت این بنا همزمان شد با ساخت «کالج اوربانو» (به معنای کالج شهری)، به همین دلیل ساخت بنا به سرانجام نرسید؛ ولی در ۱۸۸۵ میلادی به علت بخشش‌های برخی از ارمنی‌های ثروتمند و نیز پاپ لئون سیزدهم «کالج آرمنو» به کلیسای سنت نیکول دا تولنتینو در خیابانی به همین نام و به خواست و فرمان اصلی گریگوری سیزدهم بعد از سالیان متمادی اهدا شد. رئیس کالج آرمنو یک اسقف ارمنی است. تعداد دانش آموزانی که در آنجا تحصیل می‌کردند بین ۲۰ تا ۲۵ نفر بود.

## کالج مورات رافائل در ونیز

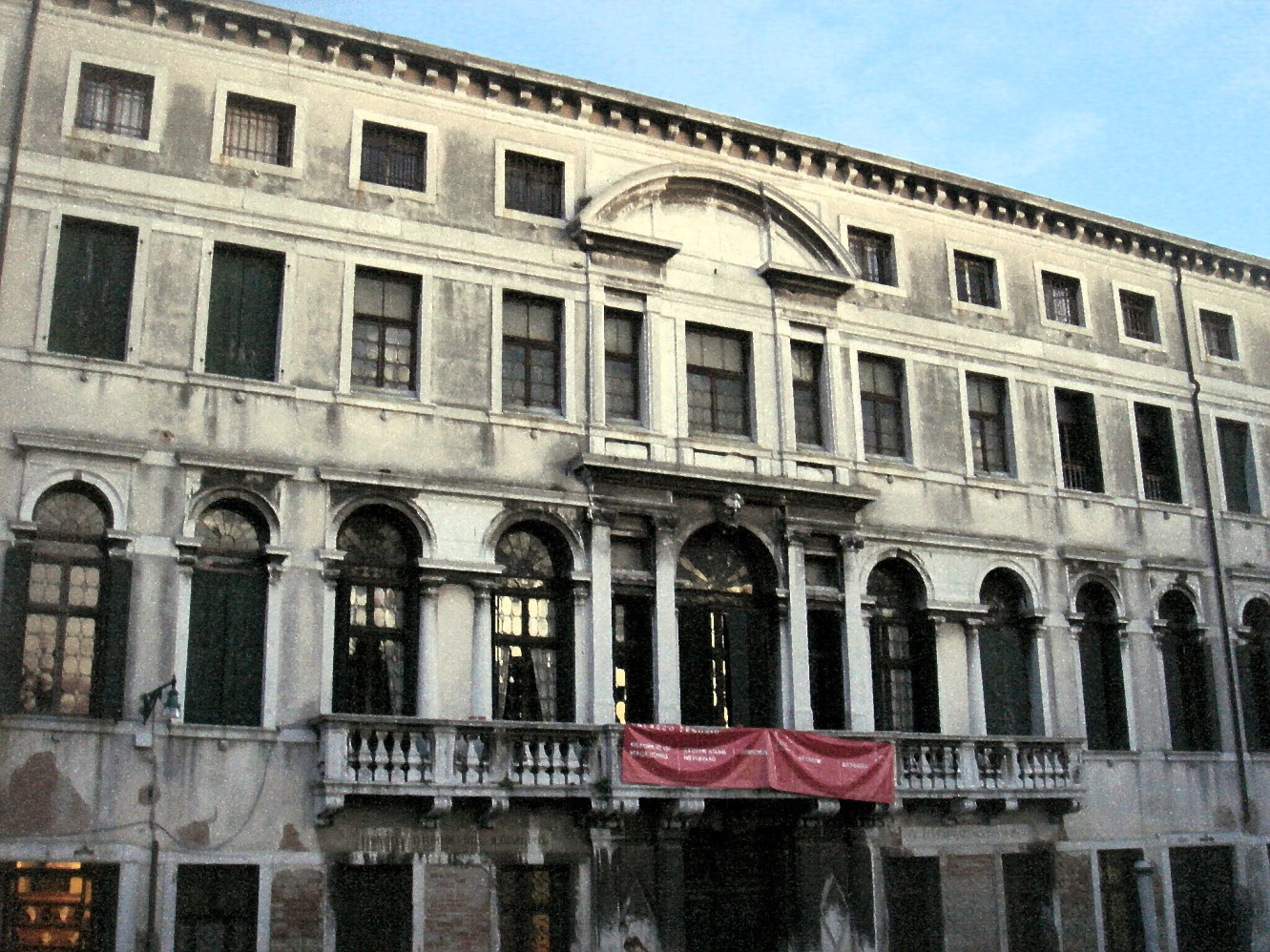
کالج ارمنی پالازو کازِنوبیو

دونفر از ارمنی‌های ثروتمند هندوستان به نام‌های «مکرتیچ مورات» و «ادوارد رافائل» وقت خود را صرف تأسیس کالج ارمنی در ونیز کردند که به افتخار آن‌ها به کالج مورات رافائل شهرت یافت.
مشخصه بنای آن، پالازو کازِنوبیو بود که در ۱۶۹۰ میلادی به سبک پرافتخار باروک ساخته شده بود و مثال ظریفی از هنر ونیزی و زندگی در سده هفدهم بود که به وسیلهٔ «سالا دیلی اسپجی» و «سالا دیلی استوچی» مورد تأیید واقع شد. این کالج همچنین سطح عالی علمی آموزش و گروه آموزشی مشهور خود اعم از روحانی و غیر روحانی را حفظ نموده و دارای یک باغ زیبا بود. کالج مورات رافائل اخیراً بسته شد و از مکان آن به عنوان یک متل استفاده می‌شود اما گاهگاهی در آن نمایشگاه‌های هنری، مدارس تابستانی و اتاق‌های کار به منظور حفظ جو ویژه هنری آن برگزار می‌گردد.

## کاردینال گریگور پتروس آقاجانیان و واتیکان
کاردینال ارمنی الاصل گریگور پتروس آقاجانیان اسقف اعظم کلیسای کاتولیک ارمنی بود. او به عنوان پاتریارک جاثلیق کیلیکیه برای ارمنی‌های کاتولیک از ۱۹۳۷ تا ۱۹۶۲ میلادی خدمت نموده و رئیس کنگره ترویج ایمان (جماعت برای موعظه انجیل به مردم) در کوریای رم (شورایی برای هماهنگ سازی اهداف کلیسای رم) از ۱۹۵۸ تا ۱۹۷۰ میلادی بوده‌است آقاجانیان در سال ۱۹۴۶ میلادی از سوی پاپ پیوس دوازدهم به مقام کاردینالی نائل آمد.
کاردینال آقاجانیان در آخالتسیخه، در گرجستان متولد شد. وی علوم دینی را ابتدا در تفلیس و سپس در دانشگاه اسقفی اوربانیانا در رم تحصیل نمود. او در ۲۳ دسامبر ۱۹۱۷ میلادی به سمت کشیشی منصوب شد سپس وارد دانشکده آموزشی کالج اسقفی ارمنی در رم شد که بعداً بین سال‌های ۱۹۳۷ – ۱۹۳۲ میلادی رئیس همان کالج شد و در یازدهم ژوئیه ۱۹۳۵ میلادی به مقام اسقف افتخاری «کومانا» نائل آمد. او در سی ام نوامبر ۱۹۳۷ میلادی از سوی شورای کلیسای کاتولیک ارمنی به عنوان جاثلیق پاتریارک حوزه کیلیکیه برای تمامی ارمنیان و با نام «گریگوری پیتر پانزدهم» انتخاب شد. او در هجدهم فوریه ۱۹۴۶ میلادی در کالج کاردینال‌ها از سوی پاپ پیوس دوازدهم ارتقاء مقام یافت.
در طی سال ۱۹۵۸ میلادی انجمن پاپ‌ها متعاقب مرگ پاپ پیوس دوازدهم سرانجام تعداد زیادی از آرا را که نزدیک به اکثریت مورد احتیاج برای انتخاب شدن بود را به آقاجانیان داد که از سوی پاپ برگزیده شده مورد تأیید قرار گرفت. پاپ ژان بیست‌وسوم تعیین کرد که آقاجانیان عضوی از هیئت رئیسه شورای دوم واتیکان به همراه کاردینال لئو جوزف سوئنِن، جولیوس دوپفنر و جاکومو لرکارو باشد. آقاجانیان رئیس نیمه وقت جماعت مقدس برای ترویج ایمان از ۱۹۵۸ میلادی بوده و از هجدهم ژوئیه ۱۹۶۰ میلادی تا نوزدهم اکتبر ۱۹۷۰ میلادی رئیس تمام وقت آن بوده‌است. او در شانزدهم ماه مه ۱۹۷۱ میلادی در شهر رم درگذشت.

## ایتالیایی‌های مشهور با اصلیت ارمنی
- آنتون سوریان (مهندس راه و ساختمان)
- آبُت ونیزی (نویسنده)
- زاکاریا سِریمان (نویسنده)
- ویکتور آغانوریان (شاعر)
- گیاکومو لوئیجی سیامیسیان (شیمی‌دان)
- جوزیک آکرافیان، (۱۹۲۱ – ۱۹۸۱)، (کارشناس فیلم و کتاب)
- ادواردو آرسلان، (۱۸۹۹–۱۹۶۸)، (کارشناس هنری)
- آنجلو افراکیان، (۱۹۱۰–۱۹۸۲)، (آهنگساز)
- خانواده آرسلان، (متخصص‌های گوش و حلق و بینی)
- آلِساندرو مِگیقیان، (۱۹۲۸–۱۹۸۱)، (رئیس سابق آکادمی اروپائی فیزیولوژی بدن)
- جورجو پتروسیان، (بوکسور)
- آریل آجمیان، (نقاش)